# Río Psajó
El río Psajó (del ruso: Псахо́) es un río del Cáucaso Occidental, afluente por la izquierda del río Kudepsta. Está situado en el territorio administrativo del distrito de Ádler de la unidad municipal de la ciudad-balneario de Sochi, en el krai de Krasnodar de Rusia.

## Curso
El río nace en la cordillera Alek a unos 1000 m de altitud y discurre principalmente en dirección sur en sus 11 km de longitud, en los que recibe varios arroyos y torrentes. Su cuenca hidrográfica ocupa una superficie de 38.8 km². En su curso superior se halla la cascada Ivánovski y en su curso medio las poblaciones de Lesnoye y Galítsyno. Desemboca en el Kudepsta entre Krásnaya Volia y Kashtany.